# Speedof.me
SpeedOf.Me (Speed of me) è un servizio di test per la velocità della banda larga che utilizza le pure funzionalità del browser come HTML5 e JavaScript. È stato progettato per misurare la velocità di connessione a internet senza utilizzare tecnologie come Adobe Flash o Java, che sono attualmente utilizzati da molti altri siti web test di velocità. Funziona su iPhone, iPad, Windows Phone, BlackBerry, Android ed altri dispositivi portatili e computer desktop. SpeedOf.Me utilizza vari server di test in tutto il mondo, per la velocità e l'affidabilità, il server viene selezionato automaticamente.